# 塔瓦塔島

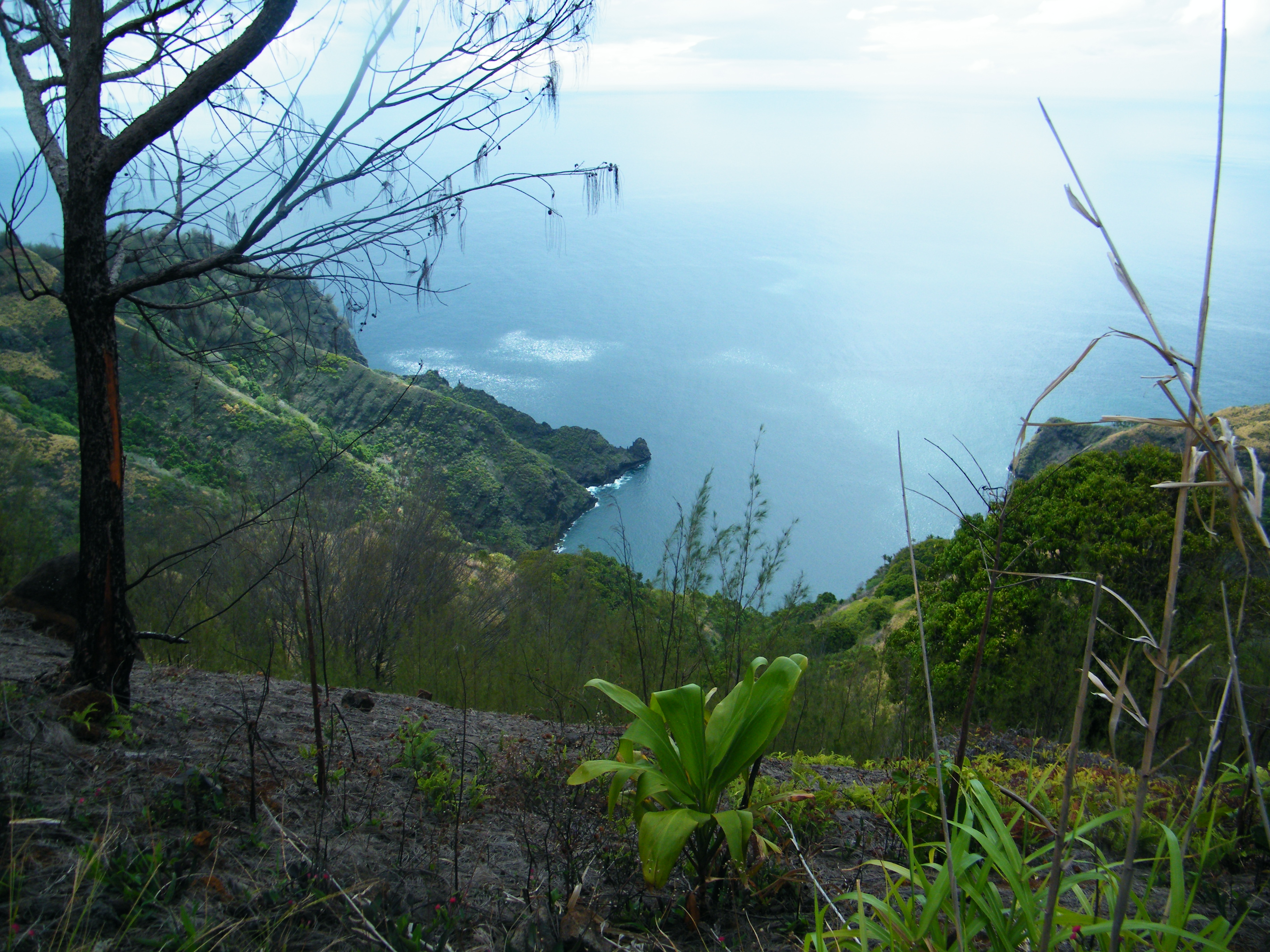
塔瓦塔島山區一景

塔瓦塔島（Tahuata）是法屬波利尼西亞的島嶼，屬於馬克薩斯群島的一部分，位於希瓦瓦島以南4公里的太平洋海域，由同名市镇管辖，面積61平方公里，最高點海拔高度1,050米，2022年人口595。